# Advokatfirman Lindahl
Advokatfirman Lindahl är en av Sveriges största affärsjuridiska advokatbyråer. Lindahl omsatte ca 700 miljoner kronor 2017 och har kontor i Stockholm, Göteborg, Malmö, Uppsala, Örebro och Helsingborg. Lindahl ingår i flera internationella nätverk av affärsjuridiska advokatbyråer. Johan Herrström är styrelseordförande. 

## Historik
1918 grundades Alf Lindahls Advokatbyrå i Stockholm. 1 januari 1990 gick Alf Lindahls Advokatbyrå ihop med Dag Magnussons Advokatbyrå i Göteborg, Advokatfirman Lundius, Laurin och Ljungholm i Malmö, Lund och Kristianstad, Advokaterna Ramberg och Stenström i Helsingborg samt Carlbäck & Partners i Örebro. Den nya firman tog namnet Advokatfirman Lindahl efter Magnus Lindahl, den äldste delägaren bland de sammangående byråerna, tillika son till Alf Lindahl. 1996 anslöt även Advokatfirman Chrysander till Lindahl vilket innebar att firman nu även fanns representerad i Uppsala. 2009 gick Advokatfirman Lindahl  samman med RydinCarlsten och skapade tillsammans en toppbyrå med kunskap och resurser att hantera alla typer av ärenden. 

## Business Law Challenge
Advokatfirman Lindahl anordnar Sveriges största tävling inom affärsjuridik; Business Law Challenge. Efter inledande anmälan och urvalstest avgörs tävlingen i tre deltävlingar, med slutfinal i Stockholm, inför en jury bestående av ledande näringslivspersoner och erfarna jurister från Lindahl. År 2015 tog Umeåstudenten Louise Sahlman hem titeln Business Law Student of the Year med motiveringen: "Årets vinnare av Business Law Challenge är en jurist som med glöd och mod tagit sig an sitt uppdrag. Med en initiativkraft som har visat sig vara synnerligen lösningsorienterat och dessutom visat en mognad genom att ge raka och tydliga råd." År 2018 tog Josefine Jonsson Tepavac från Stockholms universitet hem segern och titeln Business Law Student of the Year. Förstapriset är en praktikplats på IKEAs globala juristavdelning i Malmö samt fyra veckors sommarnotarietjänst på valfritt Lindahlkontor. 